# Khaltmaagiin Battulga
Khaltmaagiin Battulga (em mongol: Халтмаагийн Баттулга; nascido em 3 de março de 1963) é um político mongol, Presidente da Mongólia de 10 de julho de 2017 a 25 de junho de 2021.
Foi membro da Grande Assembleia Estatal de 2004 a 2016 e Ministro de Estradas, Transporte, Construção e Desenvolvimento Urbano de 2008 a 2012. Foi candidato do Partido Democrata na eleição presidencial de 2017, sendo eleito com 50,6% no segundo turno, a primeira eleição presidencial de dois turnos da história do país. Hoje, a população se encontra crítica ao seu governo devido a Crise Constitucional Mongol de 2019.
Antes de sua carreira na política, foi campeão de Sambo, luta de origem soviética.